# Lana Del Rey
Elizabeth Woolridge Grant (sinh ngày 21 tháng 6 năm 1985), thường được biết đến với nghệ danh Lana Del Rey, là một nữ ca sĩ kiêm sáng tác nhạc người Mỹ. Lana Del Rey bắt đầu viết nhạc ở tuổi 18 và cô đã ký được hợp đồng thu âm đầu tiên của mình với hãng đĩa 5 Points vào năm 2007. Cô phát hành album đầu tay mang tên Lana Del Ray aka Lizzy Grant vào tháng 1 năm 2010, tuy nhiên album này sau đó đã bị gỡ ra khỏi những hệ thống cửa hàng nhạc chỉ ba tháng sau đó. Cô cũng kết thúc hợp đồng của mình với hãng 5 Points Records trong tháng 4 năm 2010.
Tháng Bảy năm 2011, Del Rey ký hợp đồng thu âm với ba hãng đĩa Interscope, Polydor, và Stranger. Trong vòng hai năm từ 2011 và 2012, cô phát hành album Born to Die và các đĩa đơn mang tên: "Video Games", "Born to Die", "Blue Jeans", "Summertime Sadness" và "National Anthem". Album đạt vị trí quán quân trên các bảng xếp hạng của một số quốc gia châu Âu (bao gồm Pháp, Ireland và Anh Quốc) và đồng thời đứng vị trí số hai trên bảng xếp hạng Billboard 200 của Mỹ. Năm 2014, Del Rey phát hành album Ultraviolence và các đĩa đơn: "West Coast", "Shades of Cool", "Ultraviolence" và "Brooklyn Baby". Album Ultraviolence đứng vị trí số 1 trên các bảng xếp hạng của nhiều quốc gia như: Úc, Áo, Đức, Pháp, Mỹ và Liên hiệp Anh.
Âm nhạc Del Rey mang phong cách của những thể loại con từ nhạc pop và rock, bao gồm dream pop, indie pop, alternative rock. Những nghệ sĩ có sức ảnh hưởng lớn lên âm nhạc của Del Rey bao gồm Elvis Presley, Amy Winehouse, Janis Joplin và Nirvana. Trong khi đó, phong cách ca từ được cô lấy cảm hứng thơ và film noir. Tới nay, Del Rey đã bán được hơn 7 triệu album và 12 triệu đĩa đơn toàn thế giới.

## Cuộc đời và sự nghiệp

### Thơ ấu và khởi nghiệp
Lana Del Rey, tên khai sinh là Elizabeth Woolridge Grant, được sinh ra tại thành phố New York và lớn lên tại Lake Placid, New York. Cô là con gái của nhà kinh doanh tên miền là Rob Grant và có nguồn gốc đến từ Scotland. Năm 6 tuổi, Del Rey là người trưởng đoàn thánh ca trong nhà thờ. Khi cô 15 tuổi, cha mẹ của Del Rey đã đưa cô đến trường nội trú Kent ở Connecticut sau khi có cáo buộc cô dính líu đến ma túy và rượu. Del Rey sau đó đã nhập học tại trường Đại học Fordham ở thành phố New York rồi bỏ học để theo đuổi sự nghiệp âm nhạc. Trong khoảng thời gian đó, Del Rey thường đi biểu diễn ở các hộp đêm dưới nhiều nghệ danh khác nhau, như "Sparkle Jump Rope Queen" và "Lizzy Grant and the Phenomena". Tuy nhiên, mãi đến khi cô theo học Đại học Fordham năm 2005, cô mới bắt đầu nghiêm túc với âm nhạc của mình. Năm đó, một đĩa CD thu âm vào ca khúc đầu tay của cô mang tên Sir Siren đã được đăng ký với Văn phòng Bản quyền Hoa Kỳ (dưới tên khai sinh là Elizabeth Grant), album sử dụng nghệ danh đầu tiên của cô là May Jailer.
Trong một buổi trình diễn trong cuộc thi Williamsburg Live Songwriting năm 2006, Del Rey gặp Van Wilson, người đại diện cho hãng thu âm 5 Points. Một năm sau, Del Rey ký kết hợp đồng trị giá 10.000 đô la Mỹ với hãng 5 Points và chuyển nơi ở từ New York tới New Jersey. Năm 2008, cô phát hành đĩa mở rộng đầu tiên mang tên Kill Kill dưới nghệ danh Lizzy Grant. Sau đó, cô phát hành album phòng thu đầu tiên mang tựa đề Lana Del Ray (còn được biết đến với tên Lana Del Ray aka Lizzy Grant) vào tháng 1 năm 2010. Cha của cô, Robert Grant, đã giúp đỡ cô về phần thương mại của album, giúp album được bày bán trên trang iTunes trong một thời gian ngắn trước khi bị thu hồi không rõ lý do.

### 2011-2013: Thành công thế giới vớiBorn to Die
Vào tháng 6 năm 2011, Del Rey ký hợp đồng với hãng đĩa Stranger và phát hành đĩa đơn đầu tay mang tên "Video Games". Tháng 10 năm 2011, cô ký hợp đồng với hãng Interscope Records. Trong bài phỏng vấn của Rosie Swash cho tờ The Observer, Del Rey tiết lộ, "Tôi chỉ đăng ca khúc ấy lên mạng vài tháng trước vì đó là ca khúc yêu thích của tôi. Nhưng thực ra, ca khúc không được quyết định trở thành đĩa đơn nhưng mọi người phản hồi về ca khúc rất nhiều. Tôi đã rất buồn khi tôi bật ca khúc ấy lên. Đôi lúc tôi vẫn khóc khi hát ca khúc ấy." Video âm nhạc cho ca khúc là do cô tự tay biên tập. Vào ngày 24 tháng 10 năm 2011, Del Rey đã giành được giải Q cho hạng mục "Nghệ sĩ Sắp tỏa sáng". Bài hát của Del Rey, "Video Games" thì xuất hiện lần đầu tiên trong bộ phim truyền hình trình chiếu trong giờ Vàng của kênh The CW, Ringer vào ngày 27 tháng 9 năm 2011 trong một phân đoạn quan trọng, đẩy tên tuổi của cô trở nên nổi tiếng. Del Rey đồng thời cũng quảng bá album của mình với khá nhiều màn trình diễn trực tiếp, gồm MTV Push, và Bowery Ballroom, nơi mà Eliot Glazer của tờ New York cho rằng "the polarizing indie hipstress brought her 'gangsta Nancy Sinatra' swagu." Matthew Perpetua của tờ Rolling Stone bình luận rằng, dù Del Rey có vẻ lo lắng và áy náy khi trình diễn trực tiếp, nhưng cô "hát với sự tự tin đáng kể", dù vậy, anh cũng lưu ý rằng "sự biến hóa của cô từ mạnh mẽ, gợi cảm đến nóng nảy một cách trẻ con, yếu đuối có thể gây nên sự khó chịu." Del Rey đồng thời cũng trình diễn "Video Games" trên chương trình truyền hình Hà Lan De Wereld Draait Door, trong chương trình phỏng vấn tại Anh Later... with Jools Holland, và trong buổi diễn thân mật tại Chateau Marmont ở West Hollywood, California. Del Rey cũng trả lời phỏng vấn cho một số tờ báo và tạp chí trực tuyến như The Quietus, The Observer, và Pitchfork Media, trong khi cô tự thực hiện những video âm nhạc cho một vài ca khúc của mình như "Blue Jeans" và "Off to the Races".
Album phòng thu đầu tay của cô sẽ được phát hành vào tháng 1 năm 2012. Trong buổi phỏng vấn với chương trình truyền hình Pháp Taratata, Del Rey tiết lộ rằng album của cô sẽ mang tên Born to Die. Born to Die sẽ được phát hành vào ngày 27 tháng 1 năm 2012 ở Ireland, 30 tháng 1 năm 2012 ở Vương quốc Anh và vào 31 tháng 1 năm 2012 tên toàn thế giới. Đĩa đơn thứ hai kiêm ca khúc chủ đề "Born to Die" được phát hành ngày 22 tháng 1 năm 2012. Video âm nhạc của ca khúc bị rò rỉ vào ngày 14 tháng 12 năm 2011, dựa trên nội dung sáng tạo của Del Rey và do Yoann Lemoine đạo diễn. Video âm nhạc này nhận được nhiều đánh giá tích cực từ những nhà phê bình.

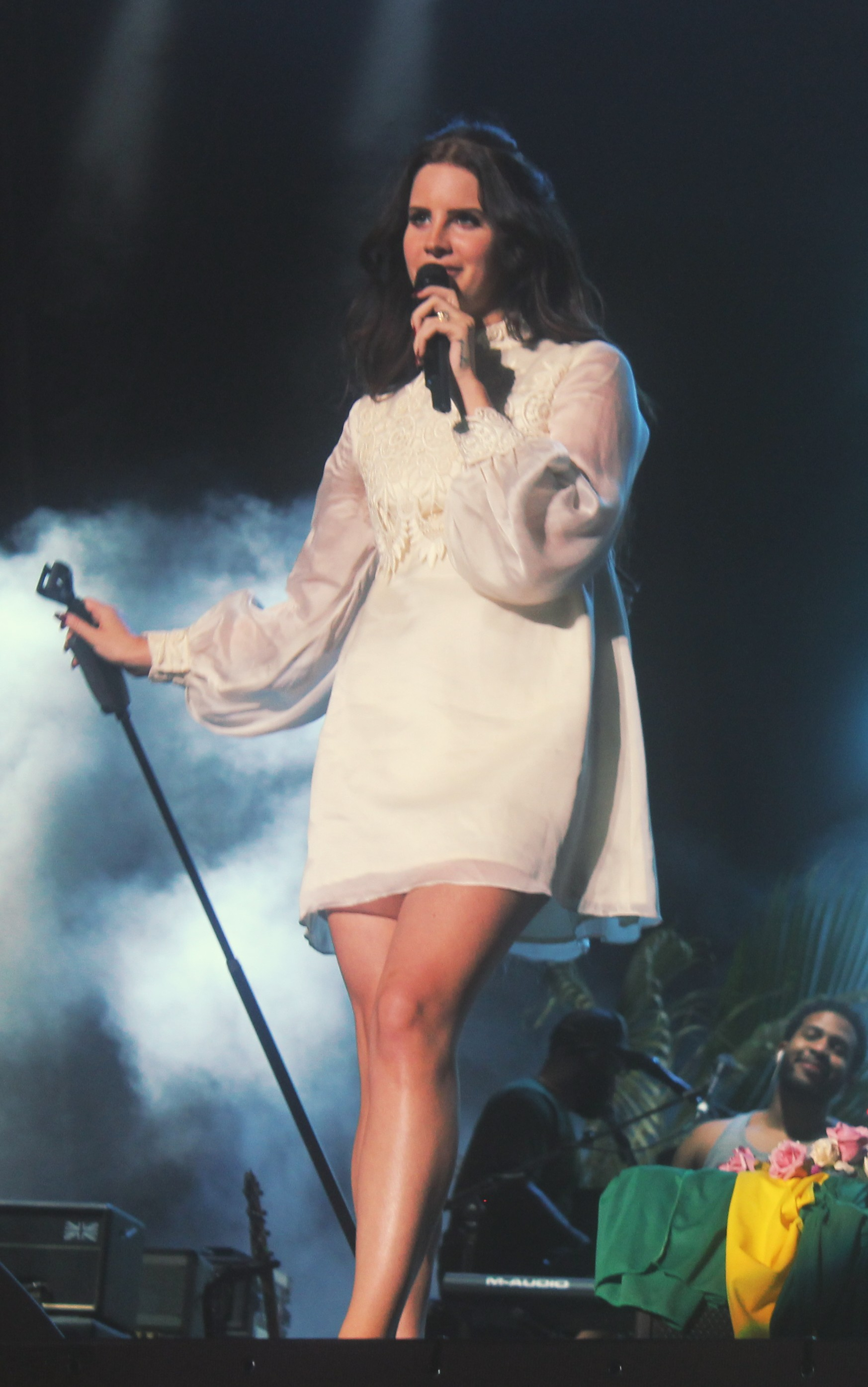
Del Rey biểu diễn tại Lễ hội Âm nhạc Planeta Terra ở Tây Ban Nha năm 2013

Del Rey sau đó đã trình diễn hai ca khúc trong chương trình Saturday Night Live vào ngày 14 tháng 1 năm 2012, nhận được nhận xét trái chiều của khán giả và những đánh giá trung lập đến tiêu cực từ những nhà phê bình. Người dẫn chương trình của NBC Nightly News Brian Williams gọi tiết mục của cô là "một trong những màn trình diễn tệ nhất lịch sử 'SNL', còn nữ diễn viên Juliette Lewis cho rằng cô "như đang xem một đứa trẻ 12 tuổi trong phòng ngủ và giả vờ trình diễn." Màn trình diễn của Del Rey đồng thời cũng được nam diễn viên Daniel Radcliffe biện minh rằng: "Thật không may là mọi người có lẽ đã ngoảnh mặt cô ấy khá nhanh... Tôi không nghĩ rằng [màn trình diễn] đáng có phản ứng như thế này." Del Rey sau đó cũng đã bảo vệ cho cô khi chia sẻ: "Tôi là một nhạc sĩ giỏi... Tôi đã trình diễn trong một thời gian dài và tôi nghĩ rằng [nhà sáng lập của 'SNL'] Lorne Michaels biết điều này... đây không phải là một quyết định ăn may."
Ngày 31 tháng 1 năm 2012, album phòng thu Born to Die được chính thức phát hành và dẫn đầu bảng xếp hạng của 11 quốc gia dù phản ứng chuyên môn dành cho album không nhất quán. Born to Die đã bán được 3,4 triệu bản trong năm 2012, đứng thứ 5 trong số những album bán chạy nhất thế giới năm đó.
Ca sĩ người Anh, Cheryl Cole xác nhận tháng 5 năm 2012 rằng Del Rey sẽ viết nhạc cho album mới của cô mang tên, A Million Lights. 15 tháng 6 cùng năm, A Million Lights được phát hành; ca khúc Del Rey viết cho Cheryl Cole có tên "Ghetto Baby". Không lâu sau, bản thu của Del Rey bị rò rỉ trên internet.
Ngày 12 tháng 11 năm 2012, phiên bản Paradise của Born to Die được phát hành. Trước đó, đĩa đơn đầu tiên, "Ride" đã được phát hành mở đường cho album. Ngoài ra, bản cover của ca khúc nổi tiếng thập niên 50, "Blue Velvet", cũng đã được ghi hình để quảng bá cho H&M, một công ty thời trang của Thụy Điển.
Hiện tại, Lana Del Rey đang trong quá trình thực hiện album thứ ba của mình. Trên trang YouTube của mình, cô lần lượt cho đăng hai video cover ca khúc Chelsea Hotel #2 của Leonard Cohen và Summer Wine của Nancy Sinatra & Lee Hazlewood vào lần lượt ngày 27 tháng 3 và 18 tháng 4 năm 2013.
Ngoài ra, cô còn góp một ca khúc mới mang tên "Young and Beautiful" cho nhạc phim Đại gia Gatsby, bộ phim năm 2013 dựa trên cuốn sách cùng tên của F. Scott Fitzgerald. Bộ phim được đạo diễn bởi Baz Luhrmann và có sự tham gia của các diễn viên như Leonardo DiCaprio và Tobey Maguire. Một phần ca khúc được phát trong trailer phim với phần lời "Will you still love me when I'm no longer young and beautiful".

### 2014-2017:Ultraviolence, Honeymoonvà hoạt động điện ảnh
Vào ngày 26 tháng 1 năm 2014,Lana Del Rey phát hành phiên bản cover của "Once Upon a Dream" cho bộ phim kỳ ảo đen tối Tiên hắc ám. Nối tiếp đĩa đơn mở rộng Paradise,Lana Del Rey bắt đầu sáng tác và thu âm album tiếp theo của mình, Ultraviolence, với sự sản xuất của Dan Auerbach. Ultraviolence được phát hành vào ngày 13 tháng 6 năm 2014, và ra mắt ở vị trí quán quân tại 12 quốc gia, bao gồm Hoa Kỳ và Anh. Album tẩu tán 880,000 bản toàn cầu trong tuần đầu tiên, được dẫn đường bởi các đĩa đơn "West Coast", "Shades of Cool", "Ultraviolence" và "Brooklyn Baby".Lana Dey Rey mô tả album "nhẹ nhàng hơn nhưng vẫn đậm chất điện ảnh và tăm tối," trong khi một vài nhà phê bình miêu tả đĩa ghi âm như trong trạng thái khi sử dụng ma túy và chứa đựng ảnh hưởng từ nhạc rock, nổi bật với đoạn nhạc guitar hơn những bản phát hành trước đây của cô. Sau đó cùng năm,Lana Del Rey đóng góp các bài hát "Big Eyes" và "I Can Fly" cho bộ phim tiểu sử Big Eyes của Tim Burton.
Honeymoon, album phòng thu thứ tư của Lana Del Rey, được phát hành vào ngày 18 tháng 9 năm 2015 nhìn chung nhận được đánh giá khả quan từ giới phê bình âm nhạc. Trước khi album ra mắt, Lana Del Rey ra mắt bài hát "Honeymoon", đĩa đơn "High by The Beach", đĩa đơn quảng bá "Terrence Loves You". Trước khi Honeymoon được phát hành,Lana Del Rey bắt tay vào thực hiện The Endless Summer Tour vào tháng 5 năm 2015, với sự góp mặt của Courtney Love và Grimes với tư cách người mở màn. Ngoài ra, Lana Del Rey đồng sáng tác và góp giọng trong bài hát "Prisoner" từ album Beauty Behind The Madness của The Weekend, phát hành ngày 28 tháng 8 năm 2015.
Vào tháng 11 năm 2015,Lana Del Rey thực hiện sản xuất một phim ngắn Hi, How Are You Daniel Johnston, cung cấp tài liệu về cuộc đời của ca sĩ-nhạc sĩ Daniel Johnston. Cô cover bài hát "Some Thíng Last a Long Time" của Johnston cho bộ phim. Cũng trong tháng này,Lana Del Rey nhận giải thưởng tiên phong tại lễ trao giải Phụ nữ trong âm nhạc của Billboard và thắng giải Nghệ sĩ nhạc Alternative xuất sắc nhất tại giải âm nhạc Châu Âu của MTV.
Vào ngày 9 tháng 2 năm 2016,Lana Del Rey phát hành một video âm nhạc cho bài hát "Freak" trong Honeymoon tại rạp hát Wiltern tại Los Angeles. Sau đó cùng năm,Lana Del Rey hợp tác với The Weekend cho album Starboy (2016), góp mặt trong giọng bè tại "Party Monster" và giọng chính trong "Stargirl Interlude". "Party Monster", đồng sáng tác bởi Lana Del Rey, được phát hành với tư cách một đĩa đơn và sau đó đạt Top 20 trên bảng xếp hạng Billboard Hot 100 được chứng nhận 2 lần bạch kim tại Hoa Kỳ.

### 2017-2019: AlbumLust for LifevàNorman F**king Rockwell!
Phát hành ngày 30/8/2019, Norman Fucking Rockwell! là album phòng thu thứ năm của Lana Del Rey, đánh dấu sự trở lại đầy ngoạn mục của cô. Album nhận được rất nhiều lời khen ngợi và đánh giá.
Trong một bài đánh giá của tạp chí Slant, Sal Cinquemani đã mô tả album này là "một bộ sưu tập các ca khúc psych-rock", đồng thời "đánh giá thẳng thắn về một thế giới đang hỗn loạn". Alexandra Pollard của The Independent đã viết rằng "Album rất oi bức với sự kết hợp bởi sự tinh giản trong giai đoạn đầu sự nghiệp của Lana Del Rey với phong cách mờ ảo thường thấy trong thời kỳ sau".  Stereogum đã viết rằng album là "một tác phẩm tuyệt vời cho một thời đại đen tối mới – là dịp để chúng ta nhìn lại thế giới trong thời điểm vừa qua" và gọi đó là "nhạc yoga cho ngày tận thế". 

### 2020-2021:Chemtrails Over The Country Club, Blue Banistersvà tuyển tập thơViolet Bent Backwards over the Grass
Trong một cuộc phỏng vấn cho L'Officiel phiên bản Mỹ đầu tiên vào đầu năm 2018, khi được hỏi rằng liệu cô có muốn tham gia sản xuất một phim điện ảnh nào không, Lana trả lời rằng cô đã viết một vở nhạc kịch Broadway và đang cố gắng để thực hiện kịch bản đó. Khi được hỏi sẽ mất bao lâu để hoàn thành công việc, cô trả lời: "Chắc là sẽ hoàn thành sau hai hoặc ba năm nữa".
Trong một cuộc phỏng vấn với The Independent, Lana cho biết cô không muốn nghỉ ngơi lâu dài sau khi ra mắt album mới nhất, đồng thời xác nhận rằng một bản thu mới mang tên White Hot Forever sẽ được phát hành vào năm 2020. Cô cũng tuyên bố rằng cô sẽ sáng tác và hát cho ca khúc chủ đề của phim Cuộc phiêu lưu của Alice ở xứ sở thần tiên.
Vào năm 2020, nữ ca sĩ tự xuất bản một tập thơ Violet Bent Backwards Over The Grass và phát hành một đĩa thu âm đọc thơ thành tiếng tương ứng. Cô báo cáo rằng một nửa số tiền thu được từ tuyển tập thơ và album thu âm thơ sẽ được mang đi từ thiện cho người Mỹ bản địa. Ban đầu bộ tuyển tập thơ dự kiến phát hành vào ngày 4 tháng 1, nhưng vào ngày đó Lana đã tweet rằng nó sẽ được phát hành trễ một tháng do các vấn đề cá nhân. Cho đến cuối tháng 2, vẫn chưa có bất cứ thông tin gì về ngày phát hành - tuy nhiên nữ ca sĩ đã xác nhận lại rằng cô đang tái thực hiện album này trong một cuộc phỏng vấn với Access.

### 2022–nay:Did You Know That There's a Tunnel Under Ocean BlvdvàLasso
Vào ngày 21 tháng 1 năm 2022, Del Rey ra mắt bài hát có tựa đề "Watercolor Eyes" trong một tập của Euphoria.  Del Rey xác nhận vào năm 2022, cô đang làm thơ và nhạc mới; tuy nhiên, vào ngày 19 tháng 10 năm 2022, cô ấy đã đăng một loạt video lên Instagram tiết lộ rằng chiếc ô tô của cô ấy đã bị trộm "vài tháng"  trước đó, và chiếc ba lô của cô ấy—chứa máy tính xách tay, ổ cứng và ba máy quay phim—đã bị đánh cắp, cấp cho kẻ trộm quyền truy cập vào các bài hát chưa hoàn thành, bản thảo dài 200 trang của tập thơ sắp xuất bản của cô ấy "Behind the Iron Gates - Insights from an Institution" và đoạn phim gia đình có giá trị trong hai năm. Del Rey đã xóa từ xa nội dung của chiếc máy tính xách tay bị đánh cắp, trong đó có bản sao duy nhất còn hoạt động của tập thơ của cô. "Bất chấp tất cả những điều này đang xảy ra, tôi tự tin vào kỷ lục sắp tới",  Del Rey kết luận trong video trên Instagram của mình.  Vào ngày 21 tháng 10 năm 2022, Del Rey xuất hiện trên "Snow on the Beach" của Taylor Swift ,  được viết bởi Swift, Del Rey và Jack Antonoff.  Bài hát ra mắt ở vị trí thứ 4 trên Billboard Hot 100, trở thành bài hát đạt vị trí cao nhất của Del Rey trên bảng xếp hạng.
Vào ngày 7 tháng 12 năm 2022, Del Rey phát hành "Did You Know That There a Tunnel Under Ocean Blvd" là đĩa đơn chính trong album phòng thu thứ chín cùng tên của cô ấy .  Vào tháng 1 năm 2023, Del Rey được chụp ảnh bởi Nadia Lee Cohen và được phỏng vấn bởi Billie Eilish cho trang bìa Interview của số tháng 3.  Trong cuộc phỏng vấn, Del Rey tiết lộ rằng album sẽ khám phá những suy nghĩ sâu thẳm nhất của cô và một số bài hát trong album "super long and wordy".  Vào ngày 14 tháng 2 năm 2023, "A&W" được phát hành dưới dạng đĩa đơn thứ hai trong album và một tháng sau, vào ngày 14 tháng 3 năm 2023, "The Grants", đã được phát hành.  Trong một bài đánh giá, Charlotte Gunn từ The Forty-Five  mô tả album "bận tâm về quá khứ", nhận thấy Lana Del Rey "coi trọng di sản cũng như quyền lợi của mình bây giờ". Did You Know That There's a Tunnel Under Ocean Blvd được phát hành vào ngày 24 tháng 3 năm 2023.
Vào ngày 19 tháng 5 năm 2023, Del Rey phát hành đĩa đơn "Say Yes to Heaven", trước đó đã viết và thu âm nó vào tháng 11 năm 2013, dự định đưa nó vào Ultraviolence nhưng đã không đưa vào album này. Các phần của bài hát đã bị rò rỉ vào ngày 15 tháng 8 năm 2016 và được phát hành trên Spotify bởi những người khác mạo danh Del Rey.

## Danh sách đĩa nhạc
Album phòng thu
- Lana Del Ray A.K.A. Lizzy Grant (2010)
- Born to Die (2012)
- Ultraviolence (2014)
- Honeymoon (2015)
- Lust for Life (2017)
- Norman Fucking Rockwell! (2019)
- Chemtrails over the Country Club (2021)
- Blue Banisters (2021)
- Did You Know That There's a Tunnel Under Ocean Blvd (2023)
- Lasso (2024)

## Sách
- Violet Bent Backwards over the Grass (2020)

## Sự nghiệp điện ảnh
- Poolside (2010)
- National Anthem (2012)
- Ride (2012)
- Tropico (2013)
- Hi, How Are You Daniel Johnston? (2015)
- Freak (2016)
- Tower of Song: A Memorial Tribute to Leonard Cohen (2017)
- The Kacey Musgraves Christmas Show (2019)

## Lưu diễn
- Born to Die Tour (2011–12)[52]
- Paradise Tour (2013–14)[52]
- The Endless Summer Tour (2015)
- LA to the Moon Tour (2018)
- The Norman Fucking Rockwell! Tour (2019)[53]
- Lưu diễn 2023–2024